# Голді Брар
Сатіндерджіт Сінгх (народився 11 березня 1994 року), також відомий як Голді Брар, є індійським гангстером, що проживає в Канаді. Народившись у районі Муксар у Пенджабі, він перебуває в розшуку індійською владою у зв'язку із вбивством, спробою вбивства та торгівлею наркотиками. Він був пов'язаний з Лоуренсом Бішноєм, іншим гангстером пенджабського походження, який наразі перебуває під вартою. Програма BOLO в Канаді внесла Брара до списку 25 найбільш розшукуваних злочинців. Звіт Національного розслідувального агентства (CBI) виявив зв'язок банди Бішноя і Брара з про-халістанськими угрупуваннями.

## Раннє життя
Сатіндерджіт Сінгх народився 11 березня 1994 року в районі Шрі Мукцар Сахіб Пенджабу.  Його батько, Шамшер Сінгх, працював у поліції Пенджабу помічником заступника інспектора.  Пізніше він переїхав до Фарідкот, село Бурдж Харі Ке в Пенджабі.

## Кримінальна кар'єра
Брар є членом банди Лоуренса Бішноя, однієї з найвідоміших злочинних банд у Пенджабі. Банда відома своєю участю в ряді резонансних злочинів, включаючи вбивство кількох високопосадовців поліції. Залучення Брара до банди зросло після смерті його кузена в 2020 році.
У травні 2022 року суд у Фарідкоті видав ордер на арешт Брара без можливості застави за вбивство президента районної молодіжної конгресу Гурлала Сінга Пехлавана. Після цього, 29 травня 2022 року, Брар, за його власним повідомленням у Facebook, нібито вбив індійського співака та політика Сідху Муз Валу, взявши на себе відповідальність за стрілянину.
У червні 2022 року уряд Індії опублікував проти нього червоне повідомлення, що означає, що він може бути заарештований і екстрадований з будь-якої країни-члена Інтерполу .   Брара звинувачують у змові з іншими з метою придбання та постачання незаконної вогнепальної зброї, а також у використанні цієї вогнепальної зброї для вбивства та замаху на вбивство. 
Міністерство внутрішніх справ Індії визнало Брара, ймовірного організатора вбивства Сідху Мусвала, терористом під керівництвом UAPA . MHA посилалося на його зв'язок із Babbar Khalsa International (внесеною до списку терористичної організації), участь у вбивствах, транскордонній діяльності, контрабанді зброї та дзвінках із погрозами. Цей крок підкреслює сприйняту Браром загрозу національній безпеці. 
Брар був названий серед 25 найбільш розшукуваних втікачів за версією BOLO, яка запропонувала винагороду в розмірі 50 000 доларів США за інформацію, яка призведе до арешту Брара. 

## Повідомлення про смерть Брара
Брар наразі переховується від індійських та канадських правоохоронних органів. Чутки про те, що він був застрелений і вбитий у Фресно, Каліфорнія, 30 квітня 2024 року, з’явилися в індійських ЗМІ, але не були підтверджені американськими властями. Пізніше індійські медіа повідомили, що новини про його смерть виявилися неправдивими, і що загиблий, якого неправильно ідентифікували як Брара, насправді був Ксав'єром Гладні. Лейтенант поліції Фресно чітко заявив, що застрелена особа не є Браром, назвавши медіаінформацію "недостовірною". Вони не знають, хто розпочав цю дезінформацію в соціальних мережах і новинах в Індії без жодної перевірки.